# Camillina smythiesi
Camillina smythiesi är en spindelart som först beskrevs av Simon 1897.  Camillina smythiesi ingår i släktet Camillina och familjen plattbuksspindlar. Inga underarter finns listade.